# Реформы Берии
Реформы Берии — преобразования, проводившиеся или предлагавшиеся Л. П. Берией в период 5 марта — 26 июня 1953, после смерти Сталина.

## Предыстория
После смерти 5 марта 1953 года Иосифа Сталина Лаврентий Берия стал одним из ключевых претендентов на роль лидера Советского государства. По многим вопросам Берия выступал совместно с Георгием Маленковым, занявшим пост Председателя Совета Министров СССР.
Возглавив МВД СССР, Берия выдвинул ряд инициатив, в основном в форме записок, передававшихся в Президиум ЦК КПСС. Выступал за пересмотр части репрессий, проведённых при Сталине, предлагал проведение различных внутриполитических и внешнеполитических преобразований. Некоторые из этих инициатив были реализованы, некоторые — не были.

## Сущность реформ

### Внутренняя политика
Берия, совместно с Маленковым, выступил за значительное расширение полномочий государственных органов за счёт партийных. Руководство КПСС, во главе с первым секретарём Никитой Хрущёвым, выступило против планов Берии. Известен инцидент, произошедший во время визита венгерской делегации в СССР в июне 1953 года по вопросу о разделении функций среди венгерского руководства. Во время этого визита Берия заявил: «Что ЦК? Пусть Совмин решает, а ЦК пусть занимается кадрами и пропагандой».
При участии Берии была начата реабилитация лиц, пострадавших от сталинских репрессий, закрыты «Дело врачей» и «Мингрельское дело», проведена массовая амнистия заключённых, смягчено уголовное законодательство. 4 апреля 1953 года Берия в совершенно секретном приказе констатировал грубейшее нарушение официального запрета пыток на допросах в органах МГБ и потребовал категорического запрета пыток.

#### «Национальные» реформы Берии в западных республиках СССР
К наиболее известным документам в области нацполитики, подготовленным или непосредственно Берией, или же выпущенным на основе его проектов постановлений и инициатив, относятся:
- Серия писем и инициатив Берии о национальной политике в республиках западной части СССР в Президиум ЦК КПСС:
- Постановление Президиума ЦК КПСС о политическом и хозяйственном состоянии западных областей Украинской ССР. 26 мая 1953 г. — по подготовленному Берии проекту постановления[3].
- Постановление Президиума ЦК КПСС о положении в Литовской ССР. 26 мая 1953 г. — по подготовленному Берии проекту постановления[3].
- Письмо «О национальном составе аппарата МВД БССР», 8 июня 1953 г.[4]

Принятые решения ЦК вызвали сильную волну националистических выступлений, резкое обострение межнациональных отношений в республиках, серьёзно ухудшили отношения между коренным титульным населением западных республик СССР и русскими вместе со всеми иными национальностями, работавшими и проживавшими в республиках. Все «бериевские» постановления ЦК в отношении национальной политики были отменены как ошибочные в течение 1953 г. сразу после его ареста.
Непосредственно аресту Берии предшествовала чрезвычайная активность последнего в апреле, мае и июне 1953 г. в проведении т. н. «нового курса» по коренизации в национальной политике в союзных республиках западной части СССР, часто единолично и в обход существующих практик обсуждения таких вопросов на Политбюро: создание национальных силовых ведомств в республиках с запретом работы в них представителей нетитульной национальности, выполненное майское прямое указание Берии немедленно обновить весь руководящий состав республиканского МВД в Латвии, Литве, Белоруссии и Украинской ССР, немедленно заместив без исключения весь состав только национальными кадрами, приказ от конца мая 1953 г. по МВД о создании школы милиции в Латвийской ССР только из этнических латышей и др., интенсивном продавливании положительных решений по т. н. «Запискам Берия» по Литовской, Белорусской, Латвийской ССР (текст записок по Латвийской ССР и Эстонской ССР принадлежит Н. Хрущёву, но практически дублирует содержание записок Берия по другим республикам, а проект записки по Молдавии готовился референтами Хрущева на основе текстов записок Берии). Аналогичные постановления готовились по Азербайджанской ССР, и, видимо, Карело-Финской ССР, Киргизии, Таджикистану, Узбекистану и Казахстану. В отношении Грузии Берия заручился сильнейшей поддержкой местных национальных элит, выступив инициатором прекращения т. н. Мингрельского дела.
Результатом подобной активности Л. Берии и активно поддержавшего его на этом этапе Хрущёва стали закрытые Постановления Президиума ЦК КПСС под грифом «строго секретно» с бериевскими рекомендациями по ускоренной коренизации от 26 мая (по Украине, Литве) и 12 июня 1953 г. (по Белоруссии, Латвии), за которым последовало инициированное из Москвы проведение в первой половине июня на основе данных «национальных» постановлений ЦК КПСС закрытых и расширенных Пленумов ЦК Компартий Латвийской., Эстонской, Белорусской (обсуждение на Пленуме ЦК КП Белорусской ССР было прервано во время его проведения сообщением из Москвы об аресте Берия) и Литовской, Украинской, Молдавской Советских республик, вынужденных поддержать ускоренную коренизацию в своих республиках. С аналогичной повесткой, так или иначе затрагивающей «недостаток „коренизации“ на местах», особенно в сфере образования, были также проведены Пленумы ЦК или Бюро ЦК Компартий Киргизии (3 апреля и 1 июня 1953), Таджикистана (30 марта и 21 июня 1953), Казахстана (24—25 апреля 1953, и 7 июля 1953 — V Пленум ЦК КП(б) Казахстана, за три дня до первой публикации в газ. Правда об аресте Берии), Азербайджана, Грузии, Бюро ЦК Компартии Карело-Финской АССР (12 июня 1953).
В результате летом 1953 г. и в последующие годы обстановка в западных республиках, включая Украину, республики Прибалтики, Белорусскую ССР и Молдавскую ССР, резко обострилась, некоренное и нетитульное население, прежде всего русское, было ограничено в правах: подверглось дискриминации, выраженной в увольнениях по национальному признаку (в неясных случаях решения принимались на основании записи в 5-й графе паспорта), выселению из ведомственного жилья, ограничению в приёме на работу и в поступлении в местные вузы, спешно перепрофилированные для обучения только представителей титульной национальности, в прописке и проживании в республиках приехавших туда работать после 1940 и 1945 года.
Правительство СССР, контрольные органы КПСС в Москве, Прокуратура СССР, Совет министров получили большое количество письменных жалоб подвергшихся в республиках дискриминации по национальному признаку коммунистов, руководителей организация и простых рабочих, приехавших по призыву партии и правительства восстанавливать западные области СССР после немецкой оккупации, что вынудило руководство СССР в 1959 г. активно вмешаться в ситуацию. Положение в виде преобладающей там идеологии республиканского национализма, открытого сопротивления любым крупным союзным строительствам на территории республик, так как это, по мнению национальных республиканских «элит», будет привязывать республики к центру, вызывать поток приезжих специалистов некоренной национальности в республики, местничества и скрытой продолжающейся коренизации в республиках, инициированные «Новым курсом» Л. Берии и поддержавшим курс коренизации Н. Хрущёвым, даже после многочисленных республиканских Пленумов ЦК компартий, проведённых в конце 1950 гг., и весьма жёстко осудивших данную негативную тенденцию
Ряд исследователей приводит сведения из материалов эмигрантских кругов и националистического подполья о произошедших в мае-июне 1953 г. по инициативе и с ведома Берия тайных встречах уполномоченного представителя высшего руководства МВД СССР с находящимися в подполье лидерами буржуазно-националистических движений Литвы, Западной Украины, Эстонии, произошедших на волне сильнейшего подъёма национализма в советских республиках, вызванного бериевским «Новым курсом». Эта информация находит подтверждение в тексте доклада Снечкуса А. Ю. на июльском Пленуме ЦК КПСС 1953 г.
Постановления Президиума ЦК КПСС от 26 мая и 12 июня 1953 г. были осуждены на июльском Пленуме ЦК КПСС от 1953 г. как инициированные Берией и отозваны как неправильные, вызвавшие исключительное обострение межнациональных отношений в СССР, искажающие ленинскую политику пролетарского интернационализма. Постановления были дезавуированы в конце июля 1953 г., их текст был изъят из протоколов заседаний Президиума ЦК КПСС.
По поздним воспоминаниям об отце Серго Берия (С. А. Гегечкори), Лаврентий Берия тяготел во взглядах к национал-коммунизму или буржуазному национализму, считал, что все союзные республики должны отделиться, освободиться от экономической зависимости от центра, выйти из СССР, и при желании, создать новую федерацию. По его словам, Берия не был сторонником советизации восточноевропейских государств, считал, что Европа, увидев, что СССР стал нормальной для них европейской страной, разорвёт отношения с США и установит тесные равноправные отношения с новыми независимыми советскими республиками. Серго Берия приводит мнение отца, что последнему «хотелось, чтобы Татарстану присвоили статус союзной республики и обеспечили ей доступ к Каспийскому морю. В конце концов, Астрахань была татарским, а не русским городом, и вернуть ее татарам было бы справедливо. Но, к сожалению, он не достиг своих целей».
Как отмечает ряд исследователей, реформы Берии в области нацполитики и децентрализации власти с передачей всего процесса принятия решений непосредственно в национальные республики СССР практически полностью были повторены в проекте т. н. Конституции академика Сахарова.

### Внешняя политика
Одной из внешнеполитических инициатив Берии было прекращение поддержки просоветского режима Вальтера Ульбрихта в Германской Демократической Республике, не пользовавшегося популярностью в стране, и согласие СССР на объединение Германии в обмен на репарации в размере 10 млрд долл. США.